# Heidelberg (Contea di Berks, Pennsylvania)
Heidelberg  è una township degli Stati Uniti d'America, nella contea di Berks nello Stato della Pennsylvania. Secondo il censimento del 2000 la popolazione è di 1.636 abitanti.

## Società

### Evoluzione demografica
La composizione etnica vede una maggioranza della razza bianca (94,25%), seguita da quella afroamericana (2,57%) dati del 2000.
| township di Heidelberg Popolazione |       |
| 2000                               | 1.636 |
| Stima al 2009                      | 1.765 |